# Opération Sardine
Als Opération Sardine bezeichnete die französische Staatsbahn SNCF die Rekordfahrt eines TGV am 26. Mai 2001. Die TGV-Réseau-Einheit Nr. 531 absolvierte an diesem Tag die 1067,2 Kilometer lange Distanz zwischen den Bahnhöfen Calais und Marseille in 3 Stunden, 29 Minuten und 36 Sekunden mit einer Durchschnittsgeschwindigkeit von 305,50 km/h. Die Fahrt begann um 16:30 Uhr im Bahnhof Calais-Fréthun und endete um 19:59:36 Uhr im Bahnhof Marseille-Saint-Charles. Die 1000 Kilometer zwischen dem Viadukt über den Fluss Aa in Nordfrankreich und der Ortschaft Cheval-Blanc in Südfrankreich legte der Zug in drei Stunden und neun Minuten zurück, was einem Schnitt von 317,46 km/h entspricht. Um 19:23 Uhr wurde südlich von Valence die Höchstgeschwindigkeit von 366,6 km/h erreicht.

## Bedeutung der Rekordfahrt
Kurz vor der Inbetriebnahme der LGV Méditerranée, zum 10. Juni 2001, sollte dabei sowohl ein Fahrzeitrekord zwischen Calais und Marseille als auch für eine Distanz von 1000 km (zwischen dem Tal der Aa und dem Viadukt von Ventabren) aufgestellt werden. Anders als vor den Eröffnungen der LGV Atlantique und der LGV Est européenne wollte die SNCF keinen Geschwindigkeitsrekord aufstellen, sondern eine lange Distanz mit möglichst hoher Geschwindigkeit fahren.

## Route
Die Rekordfahrt führte über folgende Strecken:
- LGV Nord von Calais-Fréthun nach Abzweig Moussy-Nord (296,7 km)
- LGV Interconnexion Est zwischen Abzweig Moussy-Nord und Abzweig Moisenay (55,9 km)
- LGV Sud-Est vom Abzweig Moisenay nach Montanay (377,4 km)
- LGV Rhône-Alpes, zwischen Montanay und Saint-Marcel-lès-Valence (113,8 km)
- LGV Méditerranée, zwischen Saint-Marcel-lès-Valence und dem Nordrand von Marseille Abzweig Tuileries (215,7 km)
- PLM-Strecke von Marseille nach Marseille Saint-Charles (7,7 km)

Die vier erstgenannten Schnellfahrstrecken teilte sich der Rekordzug mit an diesem Tag regulär verkehrenden Hochgeschwindigkeitszügen. Auf diesen erreichte der Zug abschnittsweise bis zu 335 km/h. Die niedrigste Geschwindigkeit im Schnellfahrbereich war die Durchfahrt durch den Bahnhof Lille-Europe mit 200 km/h.

## Rollmaterial
Zum Einsatz kam die TGV-Réseau-Einheit Nr. 531. Der Mitte 1993 in Dienst gestellte Triebzug hatte bislang mehr als 2,5 Millionen Kilometer zurückgelegt. Der Zug war bereits für die vorangegangenen Test- und Abnahmefahrten auf der LGV Méditerranée modifiziert worden. Unter anderem wurde die Antriebsleistung von 8,8 MW auf 11,2 MW erhöht, um längere Abschnitte mit Geschwindigkeiten von 350 km/h und mehr befahren zu können.
An Bord des Zuges waren unter anderem SNCF-Chef Louis Gallois und zahlreiche Medienvertreter. Die Bilder von elf Außenkameras wurden auf 25 LCD-Bildschirme im Innenraum übertragen. Das Zugsicherungssystem TVM 430 wurde für die Fahrt abgeschaltet. Die drei abwechselnd eingesetzten Triebfahrzeugführer wurden stattdessen von einem Chef de Traction überwacht.
Die TGV-Einheit 531 wurde ab 8. Juni 2001 wieder zu einem regulären TGV umgebaut.

## Vorbereitungen
Die SNCF hatten die Rekordfahrt einige Wochen zuvor angekündigt. Dabei sollte die Strecke zwischen Marseille und Calais in weniger als vier Stunden zurückgelegt werden.
Der Rekordfahrt waren drei Probefahrten zwischen dem 13. April und 19. Mai 2001 vorausgegangen. Am 19. Mai waren dabei 367 km/h erreicht worden.

## Hintergrund
Die damals schnellsten fahrplanmäßigen Hochgeschwindigkeitszüge (Nozomi-Shinkansen) verkehrten zwischen Tokio und Hakata (1069,1 km) in 4 Stunden 55 Minuten, entsprechend einer Reisegeschwindigkeit von 217,4 km/h.

## Trivia
Der Name der Aktion bezieht sich auf den gleichnamigen Fisch. Dieser sollte, nachdem er vor der nordfranzösischen Küste im Ärmelkanal gefangen worden ist, gute dreieinhalb Stunden später im Mittelmeer wieder ausgesetzt werden.